# Lali Ribera Rodergas
Lali Ribera Rodergas (Súria, 20 de desembre de 1958) és una escriptora catalana que ha cultivat diversos gèneres, principalment la poesia.
Entre les seves obres més destacades hi ha els poemaris Enyors i tornes (Premi de Poesia Alella 2010) i Temp(teig)s. La seva obra versa sobre la quotidianitat, d'allò que la sotraga o sacseja, del que la fa viure. El 2017 va publicar el recull A punt «a sis mans» amb Núria Pujolàs i Jordi Roig.